# Boży gniew
Boży gniew. Czasy Jana Kazimierza – powieść historyczna Józefa Ignacego Kraszewskiego z 1886 roku, należąca do cyklu Dzieje Polski.
Najpierw drukowana w cotygodniowych odcinkach w warszawskim „Bluszczu” (nr 1-38), a następnie w tym samym roku opublikowana przez Michała Glücksberga w trzytomowym wydaniu książkowym. Do końca stulecia w ramach cyklu jeszcze dwukrotnie wznawiana przez wydawcę, a od 1900 w czterokrotnych wydaniach M. Arcta. Pierwsze wydanie powojenne nakładem LSW ukazało się w 1958 r., z kolejnymi wznowieniami.

## Tło powstania
Po wielkim rozgłosie zyskanym przez wcześniejsze Ogniem i mieczem Sienkiewicza, Kraszewski ambitnie i ryzykownie podjął próbę literackiego ukazania czasów buntu kozackiego na Ukrainie w powieści, która powstawała już podczas uwięzienia w Magdeburgu. Tło historyczne pisarz potraktował bardzo starannie, korzystając głównie z pamiętników Stanisława Radziwiłła i kroniki Wespazjana Kochowskiego, a także opracowań takich historyków jak K. Szajnocha i L. Kubala. Szczegółowo autor doprowadził fabułę do zwycięstwa pod Beresteczkiem (połowa 1651 r.), pobieżniej przedstawiając wypadki, jakie doprowadziły do wygnania Radziejowskiego z kraju (początek 1652), i całkiem skrótowo już traktując resztę panowania Jana Kazimierza. Myślą przewodnią w Bożym gniewie było ukazanie, jak warcholska niezgoda i osobiste ambicje polityczne niszczą Polaków w obliczu zewnętrznego zagrożenia.

## Treść

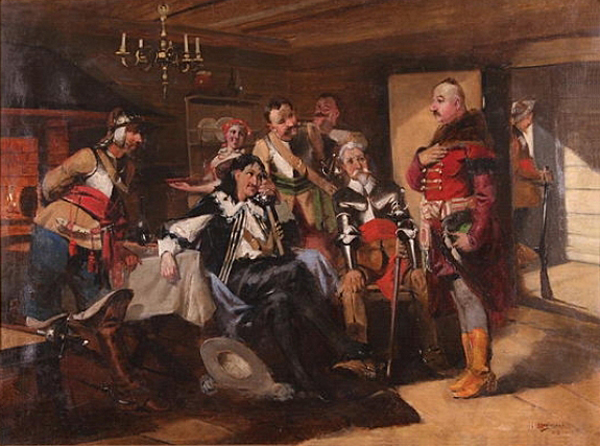
Scena rodzajowa: szlachcic przed Janem Kazimierzem (mal. Jan Czesław Moniuszko, 1906)

W dużym trzytomowym utworze autor przedstawił fatalną sytuację Rzeczypospolitej po nagłej śmierci Władysława IV: burzliwą elekcję Jana Kazimierza oraz wstępny okres jego panowania na tle dramatycznych wydarzeń powstania Chmielnickiego. W istocie jednak oś powieściowej fabuły stanowi prywatny konflikt pomiędzy monarchą a podkanclerzym Hieronimem Radziejowskim, wywołany niechęcią do króla i nieuzasadnioną zazdrością o żonę dostojnika, który dla zaspokojenia wygórowanych ambicji nie waha się przed zdradzieckimi knowaniami w obliczu wroga. Wokół działań tej negatywnej postaci ukazano też różnorodne i rozbieżne postawy polskiej szlachty i magnaterii. Podkreślono również niezwykły wpływ królowej Marii Ludwiki, która królem miała „kierować jak Murzynek słoniem” i do końca życia starała się „z Polski uczynić hołdownicę i sprzymierzeńca Francji, politycznie jej poddanego”. 
Stosując powieściowy schemat Waltera Scotta (z wpleceniem perypetii bohaterów fikcyjnych), dla ożywienia tej kroniki historycznych wydarzeń Kraszewski nieco sztucznie włączył w fabułę historyjkę romansu zaufanego dworzanina królewskiego – Dyzmy Strzębosza, nieszczęśliwie zakochanego w pięknej warszawskiej Włoszce, córce pani Bertoni z dawnego otoczenia króla.

## O powieści
Wśród powieści pisarza Antoni Jopek ocenia ją jednak jako artystycznie słabszą, wytykając w niej przesadnie kronikarskie ujęcie i wskazując na pośpiech przy literackiej obróbce tworzywa. Ujawniają to m.in. słabo zarysowane postacie – poza Janem Kazimierzem, Radziejowskim oraz starą Bertoni. Poza tym w postaciach króla oraz przeciwnego mu magnata autor powtarza schematy kompozycyjne, choć zręcznie wykorzystuje to dla oddania procesu historycznego rozwoju. Mimo tych uchybień, całościowo daje pełniejszy i bardziej zbliżony do prawdy historycznej obraz epoki niż czyni to w swych powieściach Sienkiewicz.   